# Paravespa spinigera
Paravespa spinigera är en stekelart som först beskrevs av Schulthess 1914.  Paravespa spinigera ingår i släktet Paravespa och familjen Eumenidae. Utöver nominatformen finns också underarten P. s. ditior.